# NGC 2518
NGC 2518 je galaksija u zviježđu Risu.

## Vanjske poveznice
- SEDS: NGC 2518